# Carlota Baró
Carlota Baró Riau (Barcellona, 12 marzo 1989) è un'attrice e ballerina spagnola, famosa per aver interpretato Mariana Castañeda Pacheco nella soap spagnola Il segreto.

## Biografia
L'attrice, originaria di Barcellona, fu chiamata a metà del 2011 ad interpretare Mariana Castañeda nella soap di Antena 3 Il segreto che le ha dato notorietà in Spagna e in Italia. Il suo è uno dei personaggi principali della serie: lascia la serie dopo aver girato oltre 1300 puntate.

## Vita privata
Carlota è trilingue. Parla, infatti, il catalano, il castigliano e l'inglese. Prima di diventare attrice studiò danza classica e contemporanea alla Escuela Company oltre a formarsi in danza moderna nella Escuela Mar Estudio de Danza e in lettere presso la Università Pompeu Fabra. Carlota è legata sentimentalmente all'attore Francisco Ortiz, conosciuto sul set de Il segreto.

## Filmografia

### Televisione
- Il segreto (El secreto de Puente Viejo) - soap opera (2011-2016)[4]
- Le ragazze del centralino - (2018 - 2020)
- Per sempre (Amar es para siempre) - soap opera (2021-2022)